# کانیدین (تگزاس)
کانیدین، تگزاس(به انگلیسی: Canadian, Texas) شهری در ایالت تگزاس از ایالات جنوبی ایالات متحده آمریکا است. در سرشماری سال ۲۰۰۰، جمعیت این شهر ۲۲۳۳ نفر اعلام شد.